# Pär Lagerkvist
Pär Fabian Lagerkvist (Växjö, Suècia, 1891 - Danderyd, 1974) fou un escriptor suec guardonat amb el Premi Nobel de Literatura l'any 1951.

## Biografia
Va néixer el 23 de maig del 1891 a la ciutat de Växjö, població situada a la província de Småland. Els seus pares eren d'educació tradicionalista, amb profundes arrels religioses en la fe cristiana. Del 1910 al 1912, estudià art i literatura a la Universitat d'Uppsala. El seu interès vers l'art el va dur a viatjar a la ciutat de París, on estudia art i coneix el moviment cubista i expressionista.
Durant la Primera Guerra Mundial va viure a Dinamarca, on va escriure la seva primera obra teatral i llibres de poesia fortament inspirats en la guerra. El 1919, retorna al seu país i es converteix en crític teatral a Estocolm, on inicia la seva col·laboració amb la premsa. Al mateix temps, continua la seva obra literària, que li implicaria una gran acceptació entre el públic i una no menor influència en la literatura del seu país.
El 1940, fou nomenat membre de l'Acadèmia Sueca, en la qual va ocupar el seient número 8. Va morir l'11 de juliol del 1974 a la ciutat de Danderyd, prop d'Estocolm.

## Obra literària
L'obra de Lagerkvist, en la qual alterna la poesia, la novel·la i l'assaig, es caracteritza per una forta qualitat expressiva, influència que va adquirir segurament a París, on va conèixer el moviment expressionista. Aborda temes principalment relacionats amb la problemàtica del bé i el mal, que es reflecteixen en una obra carregada de pessimisme, ansietat, crueltat, i a vegades de moralitat religiosa. El bé i el mal esdevenen una qüestió fonamental mitjançant la utilització de figures com el botxí medieval, Barrabàs i el jueu errant. En la seva moral, va usar motius i figures de la tradició cristiana sense seguir les doctrines de l'Església.
L'any 1951, fou guardonat amb el Premi Nobel de Literatura pel vigor artístic i la independència veritable de la ment amb la qual s'esforça en la seva poesia per trobar respostes a les preguntes eternes que enfronta la humanitat.
| - 1913: Människor - 1913: Ordkonst och bildkonst - 1913: Två sagor om livet - 1914: Motiv - 1915: Järn och människor - 1916: Ångest - 1917: Sista människan - 1918: Teater - 1919: Kaos - 1920: Det eviga leendet - 1921: Den lyckliges väg - 1923: Den osynlige - 1924: Onda sagor - 1925: Gäst hos verkligheten - 1926: Hjärtats sånger - 1927: Det besegrade livet - 1928: Han som fick leva om sitt liv | - 1930: Kämpande ande - 1932: Konungen - 1932: Vid lägereld - 1933: Bödeln - 1934: Den knutna näven - 1935: I den tiden - 1936: Människan utan själ - 1937: Genius - 1939: Seger i mörker - 1940: Sång och strid - 1944: Dvärgen - 1950: Barabbas - 1953: Aftonland - 1956: Sibyllan - 1962: Pilgrim på havet - 1964: Det heliga landet - 1967: Mariamne |